# Зажги меня
«Зажги меня» (англ. Plush) — американский эротический триллер режиссёра Кэтрин Хардвик. В США премьера (в ограниченном прокате) состоялась 13 сентября 2013 года, а в России — 27 февраля 2013 года.

## Сюжет
Хейли, восходящая рок-звезда, впадает в творческий кризис, когда её брат умирает от передозировки наркотиков. Она пишет песни, посвященные Джеку (брат), но её новый образ не воспринимается публикой. Вновь обрести вдохновение и веру в себя Хейли помогает Энзо, гитарист, вступивший в состав группы.

## В ролях
- Эмили Браунинг — Хейли[1]
- Завьер Сэмюел — Энзо[2]
- Кэм Жиганде — Картер[3]
- Дон Оливьери — Энни
- Томас Деккер — Джек[4]
- Фрэнсис Фишер — Камила[5]
- Элизабет Пенья — доктор Лопез
- Брэндон Джей Макларен — Бутч Хопкинс
- Марлен Форте — доктор Ортиз
- Кэйтлин Брэй — сестра Энцо
- Джеймс Кайсон Ли — фанат

## Критика
На сайте Rotten Tomatoes фильм имеет рейтинг 33 % на основе 6 рецензий со средним баллом 4,1 из 10. Кристи Лемир поставила фильму ползвезды, раскритиковав его как «недостоверный на каждом шагу».